# Халл, Кларк Леонард
Кларк Леона́рд Халл (англ. Clark Leonard Hull; 24 мая 1884, Экрон, штат Нью-Йорк — 10 мая 1952, Нью-Хейвен, штат Коннектикут) — американский психолог, представитель необихевиоризма, профессор Йельского университета.
К. Халл разработал гипотетико-дедуктивный метод научного познания, а также является автором теории научения, считающейся одной из самых значительных теорий XX века.

## Биография

### Детство и юность
Кларк Леонард Халл родился 24-го мая 1884 года в семье бедного фермера близ Экрона, деревни, расположенной в нескольких милях от Ньюстеда — небольшого провинциального городка штата Нью-Йорк. Впоследствии этот путь ему приходилось ежедневно проделывать, чтобы попасть в школу. Полноценного школьного образования он не получил, поскольку был очень слаб здоровьем, часто болел и постоянно из-за этого пропускал занятия. Однако способности и трудолюбие позволили ему освоить школьную программу настолько, что в возрасте 17 лет ему было предложено попробовать себя в роли учителя. К. Халл мечтал сделать карьеру и выбиться из нищеты, а малооплачиваемая учительская должность в провинциальной школе часто оказывалась вакантной, и он воспользовался представившейся возможностью.

### Образование
В 1902 году К. Халл поступил в Мичиганский университет и получил специальность горного инженера. Но, приступив к новой работе в 1908 году, в возрасте 24-х лет он заболел полиомиелитом, что навсегда сделало его инвалидом. Всю последующую жизнь он страдал частичным параличом, сильно хромал и был вынужден постоянно носить металлический корсет, который сам для себя и сконструировал, к тому же продолжала неуклонно прогрессировать врождённая близорукость. В результате ему пришлось выбрать для себя профессию, не предполагающую особой физической нагрузки. Ещё в юношеские годы он познакомился с «Основами психологии» Уильяма Джеймса и проникся глубоким интересом к этой науке, поэтому его выбор пал на психологию. Проработав два года учителем в своей старой школе, К. Халл продолжил образование в Мичиганском университете в избранном им направлении и в 1913 году получил степень бакалавра. Там он впервые заинтересовался проблемами научения и мышления. Прослушал курс логики, К. Халл создал логический аппарат, способный выявлять ошибки в традиционных силлогизмах.

### Карьера
По окончании университета, проработав школьным учителем ещё в течение года, К. Халл в 1918 году защитил докторскую диссертацию, посвящённую формированию понятий, в Висконсинском университете в Мадисоне. Там же после получения докторской степени он занимался исследованием влияния табакокурения на эффективность трудовой деятельности и вёл курс медицинской и экспериментальной психологии, а также тестологии. С 1920 по 1922 год он проработал ассистент-профессором, а с 1922 по 1925 год — адъюнкт-профессором. В 1925 году К. Халл получил звание профессора.
В 1929 году К. Халл был приглашён на должность профессора Йельского университета. С 1929 по 1947 год учёный возглавлял Институт человеческих отношений, созданный на базе Института психологии при Йельском университете. Его семинары по теории бихевиоризма были чрезвычайно популярны не только у студентов, среди которых были Нил Миллер и Кеннет Спенс, но и учёных-психологов, в частности Уоррена Мак-Каллока, а также психоаналитиков, антропологов, философов. В 1947 году К. Халл был удостоен почётного звания Стерлингского профессора психологии Йельского университета.

### Участие в научных организациях
В 1936 году К. Халл был избран президентом Американской психологической ассоциации. Он также являлся членом Американской ассоциации содействия развитию науки и Национальной академии наук США (1936)..

### Награды и премии
За свои заслуги К. Халл в 1945 году получил Медаль Уоррена от Общества экспериментальных психологов. В награде значилось:
Присуждается Кларку Л. Халлу за его кропотливый труд по развитию систематической теории поведения. Эта теория явилась стимулом для проведения множества исследований и была разработана в точной и поддающейся измерению форме, дающей возможность прогнозирования поведения, которое затем можно было бы проверить опытным путём. Таким образом, теория содержит в себе ростки собственного окончательного подтверждения и своего собственного возможного заключительного опровержения. Воистину уникальное достижение в истории психологии на настоящий момент.

### Последние годы жизни
В 1948 году у К. Халла случился инсульт. Он скончался в Нью-Хейвене, четыре года спустя, 10 мая 1952 года. В своей последней работе «Система поведения» он выразил сожаление о том, что третьей книге, которую он собирался написать, так и не суждено увидеть свет.

## Научная деятельность
К. Халл внимательно следил за достижениями мировой научной мысли. По его приглашению в 1924 году США посетил немецкий психолог Курт Коффка, который познакомил американских коллег с основами гештальтпсихологии. В 1927 году К. Халл познакомился с книгой И. П. Павлова «Условные рефлексы». Он называл эту работу великой и намеревался сам провести научные исследования в этом направлении, однако столкнулся с неожиданным препятствием. Дело в том, что опыты над животными вызывали у К. Халла отвращение. Он не выносил запаха, исходившего из вивария, где помещались подопытные крысы — универсальные испытуемые бихевиористов. Однако в Йельском университете, куда в 1929 году он был приглашен на должность профессора, оказалась отлично оснащенная и исключительно чистая лаборатория, и К. Халл согласился, что мог бы проводить здесь эксперименты. В 1930 году учёному попали в руки ньютоновские «Математические начала натуральной философии», и он с энтузиазмом принялся приводить свою психологию к гипотетико-дедуктивной форме, излюбленной физиками, чьи теории уже доказали свою научность. К. Халл привлек к своему проекту математиков и логиков и пытался разработать концепцию, которая будет опираться не только на поведение крыс в лабиринтах, но и охватит поведение всех животных и человека. Самое полное и уверенное изложение этой концепции было опубликовано в 1943 году в его книге «Принципы поведения».

По мнению одного из его биографов А. Стилла 
К. Халл представлял собой тип энергичного и многостороннего экспериментатора, который, казалось, был способен взяться за любую проблему и сделать из неё книгу.

### Основные этапы
В научной деятельности К. Халла можно отметить три основных этапа:
1. Тестирование способностей
2. Научные изыскания в области гипноза
3. Исследование процесса научения

Тестирование способностей было одним из первых профессиональных интересов К. Халла. Он собирал материалы по этой теме, когда читал лекции по тестологии в Висконсинском университете. В 1928 году была опубликована его первая книга под названием «Тестирование способностей».
Другой темой, сильно интересовавшей Халла, был гипноз, и после длительного изучения гипнотического процесса им была написана книга под названием «Гипноз и внушаемость», вышедшая в 1933 году.
Однако, работой, благодаря которой К. Халл приобрел известность, явилось исследование процесса научения. Его первый большой труд под названием «Принципы поведения», опубликованный в 1943 году, радикально изменил подход к пониманию этой проблематики. Это было первая попытка применить научную теорию к изучению сложного психологического феномена. Теория К. Халла, в том виде, в котором она была представлена в 1943 году, была затем более полно раскрыта в 1952 году в его работе «Система поведения».
К. Халл считал, что его теория является неполной. Тем не менее, она внесла огромный вклад и оказала глубокое влияние на развитие теории научения во всем мире. Так, Кеннет Спенс указывал на то, что 40 % всех экспериментальных работ в «Журнале экспериментальной психологии» (англ. Journal of Experimental Psychology) и «Журнале сравнительной и физиологической психологии» (англ. Journal of Comparative and Physiological Psychology), изданных в период между 1941 и 1950 годами ссылаются на различные аспекты работ К. Халла.

### Теория научения
На К. Халла, как и на большинство теоретиков-функционалистов, изучающих процесс научения, заметное влияние оказали труды Чарльза Дарвина. Учёный стремился понять механизм адаптивного поведения и выявить факторы, оказывающие на него воздействие. Он опирался на те требования к методологии построения теории и эксперимента, которые были разработаны в естественных науках, прежде всего в математике. К. Халл, как и его современник Эдвард Толмен, исходил из необходимости введения между элементами классического бихевиоризма «стимул — реакция» определенных «промежуточных переменных», то есть условий, опосредующих двигательную реакцию (зависимая переменная) на раздражитель (независимая переменная), в качестве которых предлагал рассматривать потребность, потенциал реакции, силу навыка, цель. Этот подход в исследовании процесса научения получил название необихевиоризма. Учёного интересовало развитие такой теории, которая объяснила бы, каким образом телесные потребности, окружающая среда и поведение вступают во взаимодействие для увеличения вероятности выживания организма. Пытаясь подойти строго математически к анализу поведения, К. Халл вместе с тем не придавал существенного значения познавательным факторам и нейрофизиологическим механизмам.
К. Халл опирался в основном на учение И. П. Павлова об условных рефлексах, считая, что важнейшую роль при использовании этого понятия следует придать силе навыка. Для того чтобы эта сила проявилась, необходимы определенные физиологические потребности. Из всех факторов решающее влияние на силу навыка оказывает редукция потребности. Чем чаще потребность удовлетворяется (редуцируется), тем больше сила навыка. Величина редукции потребности определяется количеством и качеством подкреплений. Кроме того, сила навыка зависит от интервала между реакцией и её подкреплением, а также от интервала между условным раздражителем и реакцией. Используя понятие И. П. Павлова о подкреплении, К. Халл разделил первичное и вторичное подкрепление. Первичным подкреплением является, например, пища для голодного организма или удар электрическим током, вызывающий прыжок у крысы. Потребность соединена с раздражителями, реакция которых, в свою очередь, играет роль подкрепления, но уже вторичного. Изменение положения тела, связанное с последующим кормлением (первичное подкрепление), становится вторичным подкреплением.
К. Халл полагал, что можно строго научно объяснить поведение организма без обращения к психическим образам, понятиям и другим интеллектуальным компонентам. По его мнению, для различения объектов достаточно такого образования как потребность. Если в одном из коридоров лабиринта животное может найти пищу, а в другом — воду, то характер его движений однозначно определяется только потребностью и больше ничем.
К. Халл первым поставил вопрос о возможности моделирования условнорефлекторной деятельности, высказав предположение о том, что если бы удалось сконструировать из неорганического материала устройство, способное воспроизвести все существенные функции условного рефлекса, то, организовав из таких устройств системы, можно было бы продемонстрировать настоящее научение методом «проб и ошибок». Тем самым предвосхищались будущие кибернетические модели саморегуляции поведения. Учёный создал большую школу, стимулировавшую разработку применительно к теории поведения физико-математических методов, использования аппарата математической логики и построения моделей, на которых проверялись гипотезы о различных способах приобретения навыков.

### Гипотетико-дедуктивный метод
Подход К. Халла к построению своей теории заключался в следующем. В качестве первого шага он подверг рассмотрению то, что было известно о научении к настоящему времени. Затем учёный сделал попытку подвести итог этим изысканиям. И наконец, К. Халл попытался сделать выводы относительно эмпирически проверяемых результатов этих обобщенных положений. Такой метод построения теории впоследствии был назван гипотетико-дедуктивным, или логико-дедуктивным.

Следуя естественно-научной модели, учёный-бихевиорист разрабатывает систему аксиом, или первичных принципов, и использует их в качестве исходного условия для выведения заключений, по законам формальной логики, в виде гипотез или теорем, касающихся феноменов поведения. <…>Эти аксиомы часто включают в себя гипотетические объекты (промежуточные переменные), введённые учёным для организации своих умозаключений относительно взаимодействия между экспериментальными действиями и измерениями (зависимыми и независимыми переменными), имеющими отношение к рассматриваемым феноменам поведения. Затем может быть дана оценка теории посредством переноса теоретических заключений и выводов в эксперимент, и можно увидеть, насколько успешной она является в стенах лаборатории.
Такое построение теории создает динамическую систему с открытым конечным результатом. Бесконечно появляются новые гипотезы, некоторые из которых подтверждаются результатами экспериментов, а некоторые — нет. Когда эксперимент проходит и заканчивается в соответствии с прогнозом, то вся теория, включая её аксиомы и теоремы, усиливается. Если эксперименты не проходят так, как предполагалось, теория теряет силу и должна быть пересмотрена. Теория, таким образом, должна постоянно обновляться в соответствии с результатами эмпирических исследований.

Эмпирическое наблюдение в дополнение к точному предположению является основным источником первичных принципов или аксиом науки. Подобные формулировки при рассмотрении их всех вместе в различных комбинациях с соответствующими априорными условиями вызывают появление заключений или теорем, из них некоторые могут согласовываться с эмпирическими результатами данных условий, а некоторые — нет. Первичные предположения, вызывающие логические умозаключения, последовательно согласующиеся с наблюдаемыми эмпирическими результатами, сохраняются, а от тех, которые не согласуются, отказываются или подвергают изменениям. По мере внимательного изучения этого процесса проб и ошибок постепенно выявляется небольшое количество первичных принципов, чьи совместные выводы постепенно с большей вероятностью станут согласовываться с соответствующими наблюдениями. Выводы на основании этих оставшихся аксиом, несмотря на то что они никогда не являются абсолютно точными, со временем становятся высокодостоверными. Именно в этом и заключается существующее на настоящий момент положение первичных принципов основных естественных наук.

## Труды
Наиболее значительные работы К. Халла были опубликованы в 30-50-е годы. Самое полное изложение его теории бихевиоризма было опубликовано в книге «Принципы поведения» в 1943 году, обобщившей результаты многих экспериментальных исследований. Он продолжал развивать эту теорию вплоть до своей смерти. Последняя версия его системы представлена в книге «Система поведения», вышедшей в 1952 году.
- Hull C. L. Quantitative aspects of the evolution of concepts: An experimental study. — Psychological Review Company, 1920. — Psychological Monographs, 28, No. 123. — 85 p.
- Hull С. L. The influence of tobacco smoking on mental and motor efficiency. — Psychological Review Company, 1924. — Psychological Monographs, 33, No. 150. — 159 p.
- Hull C. L., Terman L. M. Aptitude Testing. — World Book Company, 1928. — 535 р.
- Hull С. L. A functional interpretation of the conditioned reflex. — Psychological Review Company, 1929. — 26, 498—511.
- Hull С. L. A mechanical parallel to the conditioned reflex. — Science, 1930. — 70, 14-15.
- Hull С. L. Knowledge and purpose as habit mechanisms. — Psychological Review Company, 1930. — 37, 511—525.
- Hull С. L. Goal attraction and directing ideas conceived as habit phenomena. — Psychological Review Company, 1931. — 38, 487—506.
- Hull С. L. Hypnosis and Suggestibility. — Appleton-Century-Crofts, 1933.
- Hull С. L. The conflicting psychologies of learning — a way out. — Psychological Review Company, 1935. — 42, 491—516.
- Hull С. L. Mind, mechanism, and adaptive behavior. — Psychological Review Company, 1937. — 44, 1-32.
- Hull С. L., Hovland C. I., Ross R. T., Hall M., Perkins D. T., Fitch F. B. Mathematico-Deductive Theory of Rote Learning. — Yale University Press, 1940
- Hull С. L. Principles of Behavior. — NY: Appleton-Century-Crofts, 1943. — 422 р.
- Hull С. L. Essentials of Behavior. — Yale University Press, 1951.
- Hull С. L. A Behavior System. — Yale University Press, 1952.